# نادي ترينتينو للكرة الطائرة
نادي ترينتينو للكرة الطائرة هو نادي محترف إيطالي في الكرة الطائرة من مدينة ترينتو ويلعب في الدوري الإيطالي.تأسس النادي في 2000.